# 硫黄島村
硫黄島村（いおうじまむら）は、東京都小笠原支庁管内、硫黄島にかつて存在した村である。現在は小笠原村の一部。なお、島の呼び名は2007年に「いおうとう」に変更されている。

## 地理
硫黄島を村域とした。1942年当時の面積は20.19平方キロメートルであった。
現在は海上自衛隊管理の硫黄島航空基地が設置され、全域がその基地の敷地とされているため、旧島民らの慰霊や基地施設の工事などの例外を除き、一般民間人および自衛隊員以外の公務員が、島に立ち入ることは原則禁止されている。

## 歴史

### 沿革
- 1940年（昭和15年）4月1日 - 硫黄島への町村制の施行に伴い発足[2][3][4][5]。
- 1943年（昭和18年） - 東京都制を施行。
- 1944年（昭和19年）7月1日、7月12日、7月14日 - 3度にわたり島民の疎開が行われる。軍に軍属として徴用された者（約230名）を除く全島民が島を離れ、島民が生活を営んだ村の歴史は幕を閉じる。
- 1946年（昭和21年） - アメリカ合衆国軍の直接統治の下に置かれる。
- 1952年（昭和27年）4月28日 - サンフランシスコ講和条約により日本国政府の行政から分離され、硫黄島村廃止。アメリカ合衆国の施政権下に置かれ、引き続きアメリカ合衆国軍管理となる。これに伴い、各村役場は廃止され、役場の一般事務は東京都総務局行政部地方課分室で行われる。
- 1968年（昭和43年）6月26日 - 南方諸島及びその他の諸島に関する日本国とアメリカ合衆国との間の協定発効により、アメリカ合衆国軍から返還、本土復帰すると同時に、小笠原支庁の全域をもって東京都小笠原村となる[6]。

変遷表
| 1940年 以前 | 1940年 以前 | 1940年 4月1日 | 1952年 4月28日                          | 1968年 6月26日    | 現在     |
| ----------- | ----------- | ------------- | --------------------------------------- | ----------------- | -------- |
|             | 硫黄島村    | 硫黄島村      | サンフランシスコ講和条約 発効により廃止 | 本土復帰 小笠原村 | 小笠原村 |

## 人口
総数 [単位： 人]
| 1937年（昭和12年） | 1,145 |